# Багатоківшевий екскаватор

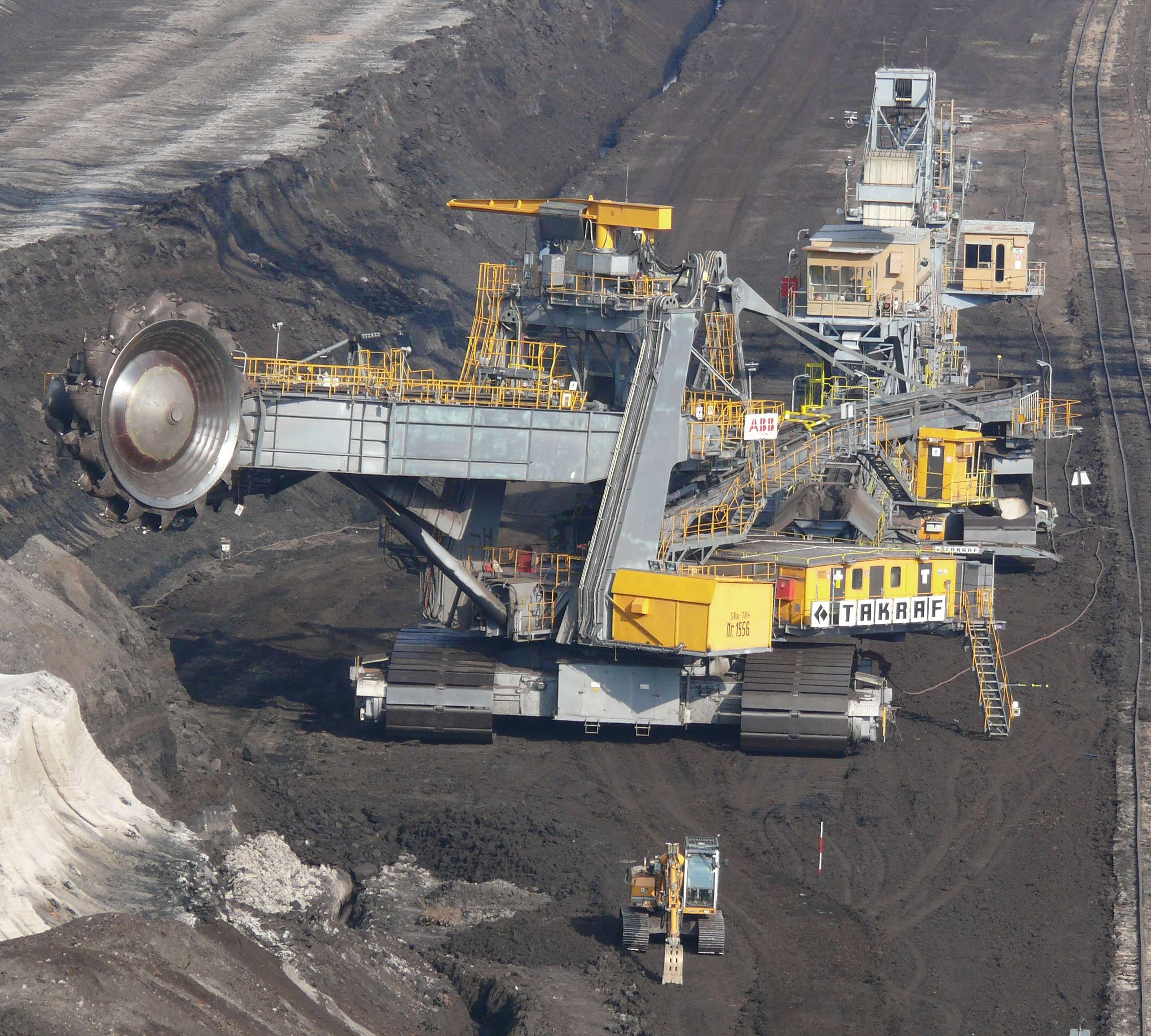
Роторний екскаватор

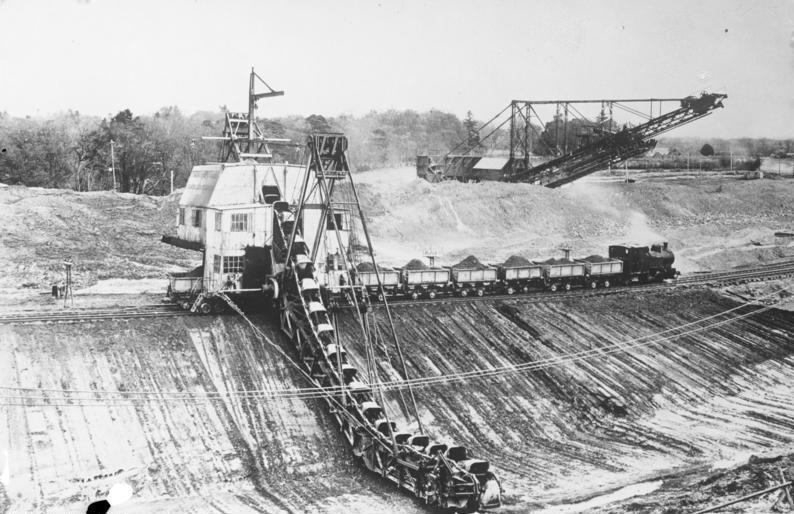
Ланцюговий екскаватор

Багатоківшевий екскаватор (рос. многоковшовый экскаватор, англ. multi-bucket excavator; нім. Mehrgefäßbagger m, Eimerkettenbagger m) — виймально-навантажувальна машина безперервної дії з ланцюговим або роторним робочим органом (відповідно ланцюговий та роторний екскаватор).
Екскавація породи здійснюється ковшами, послідовно розташованими на нескінченному ланцюзі або на роторному колесі. Навантаження породи в засоби транспорту виконується з розвантажувальної консолі або через спеціальний навантажувальний пристрій.
У залежності від характеру руху робочого органу багатоківшеві екскаватори бувають: подовжнього, поперечного і радіального копання. На відкритих гірничих розробках переважно застосовуються ланцюгові і роторні багатоківшеві екскаватори поперечного і радіального копання. Ці екскаватори найбільш ефективно використовуються на однотипних роботах великого обсягу, зосереджених в одному місці або на протяжних дільницях з відносно м'якими гірськими породами.
Багатоківшеві екскаватори подовжнього копання (фрезерні, траншейні) призначені для видобутку вугілля, будівництва траншей для підземних комунікацій, газопроводів та інш., а також іригаційних споруд в породах до IV категорії міцності включно і ґрунтах з глибиною промерзання до 1,5 м.
Індекс (марка) екскаватора безперервної дії складається з буквеної (перші літери назви виду), цифрової (головний параметр і порядковий номер моделі) частини та літер порядкової модернізації та кліматичного виконання.
Екскаватори траншейні ланцюгові та роторні мають індекс ЭТЦ-202А, ЭТР-231 (перші дві цифри означають глибину копання в дециметрах, а третя — номер моделі, літера після цифр — першу модернізацію); екскаватори кар'єрні роторні радіального копання — ЭР-1001 (перші три цифри означають місткість ковша в літрах, а четверта-номер моделі), екскаватори поперечного копання ланцюгові — ЭМ-201А (перші дві цифри вказують на місткість ковша в літрах, третя — номер моделі, а літера після цифр-порядковий номер модернізації).